# 岩下俊士
岩下 俊士（いわした たかし、1943年1月14日 - 2025年3月27日）は、日本の経営者。日清紡績社長、会長を務めた。

## 来歴・人物
熊本県出身。1966年に東京大学法学部を卒業し、同年に日清紡績に入社した。1999年6月に取締役に就任し、2002年6月に常務、2004年6月に専務を経て、2006年6月に社長に就任。2009年6月に会長に就任。
2025年3月27日午前8時58分、心不全のため自宅で死去。82歳没。